# 劉文彩
劉 文彩（りゅう ぶんさい、1887年 - 1949年10月17日）は、四川省の官員、地主。弟は四川軍の有力指揮官の劉文輝。
中国共産党が発動した文化大革命において「四大悪人地主」として有名になった。実際に貧困者を救済し、学校を設立したことで地元住民に「劉大善人」と呼ばれていた。